# Links und rechts

Links und Rechts

Links (auch linkerhand) und rechts (auch rechterhand) sind Zuordnungsbeschreibungen für zwei durch die Vertikale getrennte Seiten aus der Perspektive des Betrachters. Damit verbunden sind zwei gleichnamige einander entgegengesetzte Standort- oder Richtungsangaben. Das Begriffspaar dient zusammen mit oben und unten sowie vorne und hinten als relative Positions- bzw. Richtungsbezeichnung der Orientierung im Raum.
In der Konnotation abweichend meint die Bezeichnung bei Stoffen in der Regel die Außen- (rechts) und die Innenseite (links) (siehe Bekleidung, Textilien, Lochung).

## Händigkeit
Die rechte und linke Hand sind nicht identisch, auch wenn sie gleich groß sind. Sie unterscheiden sich in ihrer Händigkeit und Chiralität. Chiral bedeutet, dass sich beide Hände bei gleicher Raumorientierung nicht symmetrisch zur Deckung bringen lassen.
Die Gesetze der Physik sind weitgehend, aber nicht vollständig symmetrisch, was links und rechts angeht. Man kann ein physikalisches Experiment durchführen, bei dem Unterschiede zwischen beiden Richtungen bei der Messung zur Festlegung von links und rechts dienen können. Diese Abweichung von der Spiegelsymmetrie wird als Paritätsverletzung bezeichnet. Sie tritt nur im Zusammenhang mit der schwachen Wechselwirkung auf.

## Objekte
Für Objekte kann eine linke und rechte Seite definiert werden, dabei stellt sich häufig die Frage, ob dies vom Standpunkt des Betrachters oder einem anderen Standpunkt aus gesehen wird.

### Lebewesen

Von hinten

Von vorne

Linke und rechte Körperhälfte sowie rechte und linke Körperteile werden anatomisch aus der Sicht des Individuums – medizinisch aus Sicht des Patienten – beschrieben. Die Unterscheidung von rechts und links wird im Kindesalter erlernt. Fachlich spricht man von „egozentrischer“ Sicht. Die Übertragung dieser Sichtweise auf die Körper anderer Personen erfordert einen weiteren Lernschritt.
Bei den Schnecken gibt es, meist artspezifisch, links- und rechtsgewundene Schneckenhäuser. Die Windung des Gehäuses wird von der Spitze (Apex) aus betrachtet: eine Drehrichtung gegen den Uhrzeigersinn – dann liegt die dem Betrachter zugewandte Gehäusemündung links – ist linksgewunden (sinistral), eine Drehrichtung im Uhrzeigersinn ist rechtsgewunden (dextral). Das Gehäuse der weitaus meisten Schneckenarten ist rechtsgewunden. Ein so genannter Schneckenkönig ist eine einzelne Schnecke, deren Gehäuse in die spiegelbildliche, artuntypische Richtung gewunden ist. Die Gefleckte Weinbergschnecke beispielsweise ist rechtsgewunden, ein „Schneckenkönig“ tritt bei dieser Art mit einer Häufigkeit von 1:20.000 auf.

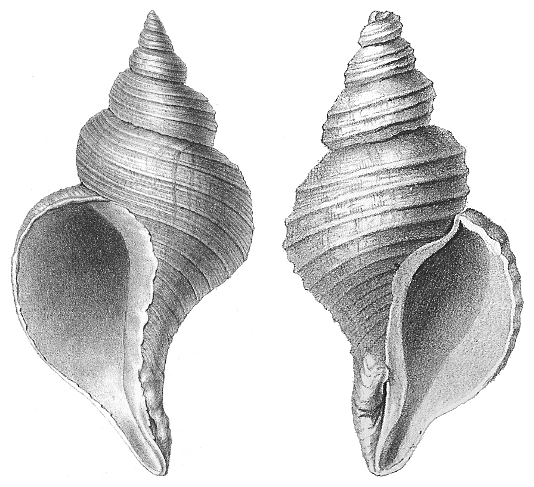
Gehäuse einer links- und einer rechtsgewundenen Art der Gattung Neptunea
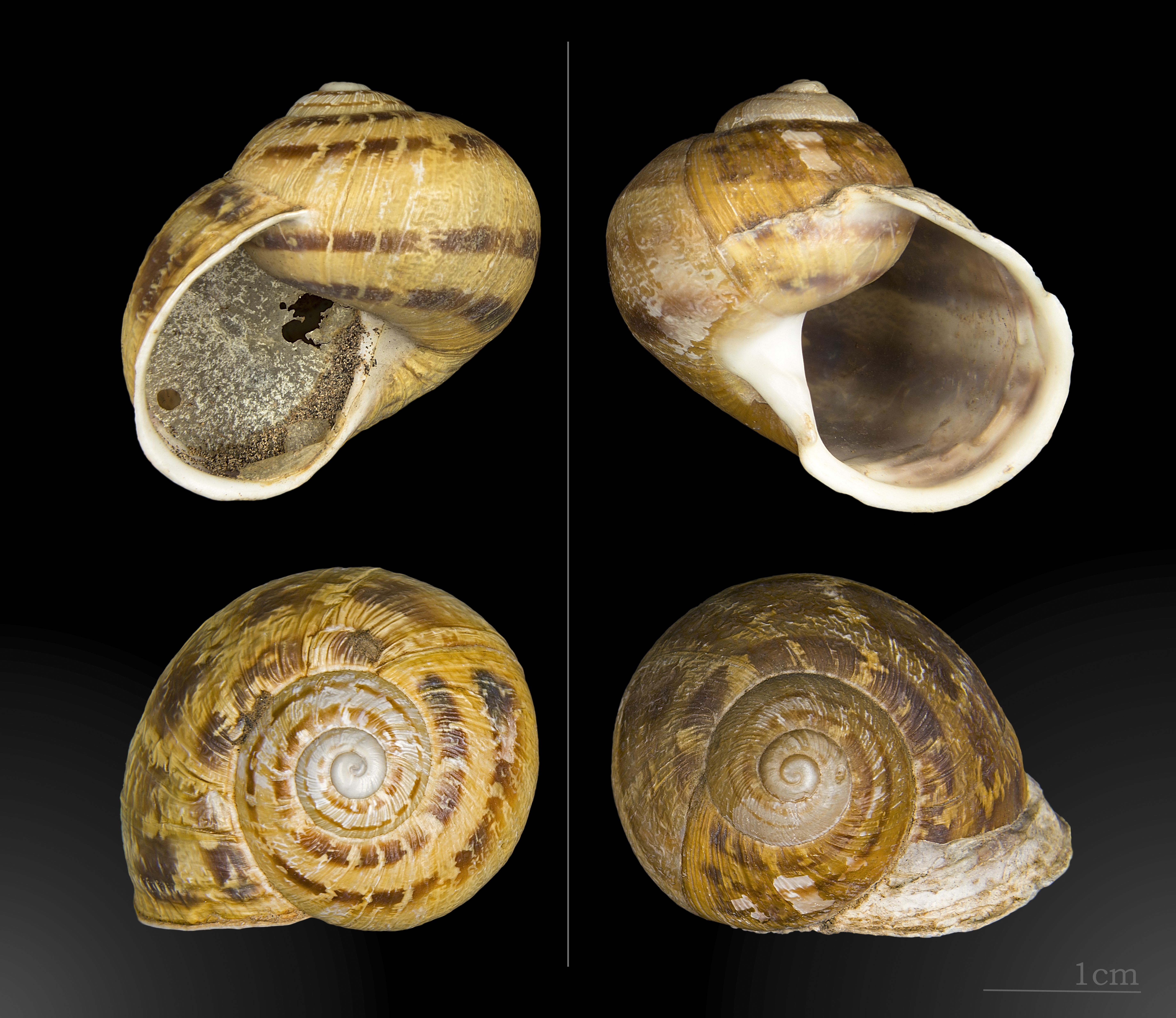
Gefleckte Weinbergschnecke: linke Bildhälfte mit „Schneckenkönig“

Die weitaus meisten Tiere gehören zu den Bilateria (Zweiseitentiere) mit einer linken und einer rechten Körperhälfte, die zueinander weitgehend spiegelsymmetrisch sind. Diese Bilateralsymmetrie ist jedoch nicht vollkommen – so gibt es Asymmetrien in der Anordnung unpaarer (einfach ausgebildeter) innerer Organe wie Herz und Leber (Situs inversus), jeweils geringfügige Abweichungen bezüglich Lage, Form und Größe der Augen, Ohren, Gliedmaßen und so weiter zueinander.

### Flüsse
Die talwärtige Blickrichtung, also flussabwärts, in Fließrichtung von der Quelle zur Mündung, legt das linke und das rechte Ufer eines Flusses fest.

### Schriftstücke, Bilder und Karten
Bei Schriftstücken, Bildern und Karten definiert der Standpunkt des Betrachters die linke und rechte Seite. So werden Personen oder Gegenstände auf Bildern im deutschen Sprachraum meistens „von links nach rechts“ (v. l. n. r.) benannt.
In vielen Sprachen schreibt man wie im Deutschen von links nach rechts. In anderen Sprachen, zum Beispiel im Hebräischen und im Arabischen, wird von rechts nach links geschrieben. Die Indischen Ziffern schreibt man in Schriften beiderlei Schreibrichtung jeweils mit der Einerstelle rechts und jeder weiteren Stelle links davon.
Auf einer Landkarte befindet sich meistens oben Norden, unten Süden, links Westen und rechts Osten. Karten der Nordpolregion oder der Antarktis werden so orientiert, dass der vom mittigen Pol ausgehende Nullmeridian senkrecht nach unten bzw. – vom Südpol – nach oben weist. Damit liegt auf jeder dieser Pol-Karten die West-Hemisphäre links und die östliche rechts.
Grundrisse von Gebäuden werden meist so gezeichnet, dass die Längsseiten parallel zum Papier gezeichnet sind. Die nördliche Himmelsrichtung wird dann mit einem passend ausgerichteten Nordpfeil eingezeichnet.
Orientierungspläne auf Tafeln etwa von Gebäudegängen, Messegeländen, Einkaufszentren, Wohnsiedlungen werden als vertikale Tafel günstig so orientiert, dass rechts am Plan beim parallelen Blick über die oder neben der Tafel vorbei auch rechts in der Natur entspricht – ein Nordpfeil am Plan weist dann im Allgemeinen nicht nach oben.

### Röntgenbilder, fotografischer Film
Bei medizinischer Behandlung am menschlichen Körper darf mit hoher Sicherheit keine Verwechslung der Seiten vorkommen. So wird grundsätzlich auf jedem Röntgenbild markiert, welche Körperseite, oder Extremitäten welcher Seite abgebildet werden. Durch die Chiralität der Anfangsbuchstaben L und R – im Deutschen – eignen sich diese grafisch optimal zur Anzeige sowohl der Körper(teil)seite als auch der korrekten Betrachtungsrichtung des Röntgenbilds, das auf beidseitig beschichtetem Film vorliegt. Der Röntgenstrahlenkegel läuft etwa von oben durch eine Hand oder einen Lungenflügel hindurch auf eine (lichtdichte) Röntgenfilmkassette, auf diese wird dazu der Markierungsbuchstabe (Bleizeichen, aus Messing oder NiRo) für die entsprechende Körperseite gelegt. Dieser Buchstabe ist dann aus Betrachtungsrichtung (wie Belichtungsrichtung von oben) grafisch seitenrichtig lesbar. Bei Durchleuchtung der Lunge des stehenden Menschen also Bestrahlung von hinten und gleichzeitiger Betrachtung am Fluoreszenzschirm von vorne wird das Bild jedoch aus der Gegenrichtung betrachtet. Wird ein Röntgenbild in dieser Projektionsart angefertigt, ist der Buchstabe umzudrehen, oder ein Aufsteckbuchstabe in Spiegelschrift zu verwenden, damit er bei üblicher Betrachtung „gegen den Röntgenstrahl“ seitenrichtig erscheint.
Kleinbildfilm wird durch das Objektiv auf der Schichtseite belichtet und als Diapositiv oder negativ genau im umgekehrten Strahlengang auf Leinwand oder Papierbild projiziert („vergrößert“). Links und rechts, genauso wie oben und unten sind in Natur und auf Film, bzw. Film und Leinwand (Bild) vertauscht, jeweils aus Sicht des Fotografen hinter der Kamera oder des Projektorbedieners. Diese Abbildung entspricht jeweils einer Drehung um 180° in der optischen Achse. Kleinbildfilme sind mitunter an den Randstreifen so mit Aufnahmenummern versehen, dass sie mit dem Negativ seitenrichtig zu lesen sind, wenn nicht wie bei Rollei 35 die Filmeinlegerichtung unüblich orientiert ist.

### Fahrzeuge
Bei Fahrzeugen definiert die hauptsächliche Fahrtrichtung die linke und rechte Seite, beispielsweise fährt man in Kontinentaleuropa und vielen anderen Teilen der Welt auf der in Fahrtrichtung rechten Seite der Fahrbahn (Rechtsfahrgebot), es befindet sich das Lenkrad von Kraftfahrzeugen auf der linken Seite (um den Gegenverkehr besser beurteilen zu können; nur LKW des mittleren 20. Jahrhunderts hatten auch in rechts fahrenden Ländern das Lenkrad rechts, um sich am rechten Straßenrand zu orientieren), es gilt der Vorrang rechts vor links.
Bei Wasserfahrzeugen bezeichnet man rechts als Steuerbord (weil das Steuerruder der Galeere ursprünglich rechts war, mittig am Heck ist eine neuere Erfindung) und links als Backbord, entsprechend gilt allerdings nur für motorisierte Wasserfahrzeuge untereinander eine Vorfahrtsregel Steuerbord vor Backbord.

### Personen
Bei Personen definiert der Standpunkt der beschriebenen Person die linke und die rechte Seite. Somit ist das linke Auge das linke Auge in Blickrichtung der beschriebenen Person, obwohl dies für einen gegenüberstehenden Betrachter rechts liegt. Dies gilt auch für alle anderen Organe; z. B. befindet sich die Leber des Menschen auf der rechten Seite, obwohl diese in anatomischen Darstellungen auf der linken Seite eingezeichnet ist.
In der Medizin werden dafür die lateinischen Bezeichnungen dexter (rechts) und sinister (links) verwendet.

### Spiegel, Videotelefonie, Selbstporträt, Spiegelreflexkamera
Sehe ich mich selbst im Spiegel, sehe ich meine rechte Gesichtsseite auch im virtuellen Spiegelbild rechts. Dieses Spiegelbild ist seitenvertauscht zur Direktansicht, das andere Personen von mir gewinnen, die mir ins Gesicht sehen. Das macht Kommunikation missverständlich, wenn man das Gegenüber mit Fingerzeig oder Worten dezent darauf hinweisen will: „Du hast auf deiner rechten Wange einen Gulaschspritzer.“
Erst zwei Spiegel, die sich einem von einer senkrechten Achse um 90° öffnen, bilden das eigene Gesicht (und auch andere Personen neben einem) durch doppelte Spiegelung seitenrichtig ab. Die Trennfuge der Spiegelkanten läuft mitten durch das Gesicht, wenn nicht der Winkel der Spiegel zueinander etwas in Richtung spitzer verkleinert wird, wodurch man umso mehr Teile seines Gesichts zweimal sehen kann, je breiter die Spiegel sind. Ein mehrflächiges Pentaprisma am Kopf einer Spiegelreflexkamera macht nichts anderes, da das Bild am waagrechten Bildschirm durch den Umlenkspiegel gegenüber dem von hinten gesehenen Bild in der Filmebene schon oben-unten vertauscht erscheint.
Betrachtet man bei Videochat oder -telefonie über eine Kamera – meist am oberen Bildschirmrand platziert – sein eigens Bild am Bildschirm, so erwartet man sein eigenes Spiegelbild, weshalb Hard- oder Software dem Empfänger das aufgenommene Bild übermitteln, jedoch beim Absender gespiegelt darstellen. Rücke ich also vor dem Bildschirm nach rechts, rückt auch mein Bild hin zur rechten Bildschirmseite. So verhalten sich auch (und nur die) bildschirmseitigen Frontkameras von Smartphones und Tablets, sowie die zusätzlichen Frontbildschirme, die manche Digitalkameras für Selbstporträts auf ihrer Objektivseite aufweisen.

### Heraldik
Im Gegensatz zu Bildern definiert in der Heraldik der Standpunkt des Schildträgers die linke und rechte Seite eines Wappens. Es ist also beispielsweise bei in Büchern abgebildeten Wappen diejenige Wappenseite die linke, welche sich vom Betrachter der Buchseite aus gesehen rechts der Wappenmitte befindet.
Der Ausdruck gehört zur Fachsprache der Blasonierung (Wappenbeschreibung).

### Türen
Bei Schrank- und Durchgangstüren, sowie Fenstern definiert in Deutschland vereinbarungsgemäß die Bandseite ihre Seitigkeit, und zwar von dem Raum aus gesehen, nach dem sich die Türe hin öffnet. Die Band- oder auch Anschlagsseite einer Tür ist diejenige, an der sich ihre Bänder (auch Angeln oder Scharniere genannt) befinden, die also der sich öffnenden Kante mit Griff und Schloss gegenüberliegt. Ausgehend von dieser Betrachtung werden auch die jeweils zugehörigen unsymmetrischen Türbeschläge (Bänder, Schlösser, Griffe [Türdrücker, Oliven, Schließer] etc.) als rechts- oder linksseitig bezeichnet.
Bei Durchgangstüren unterscheiden sich die schweizerische Norm des VSSM und die europäische DIN-Norm:
Nach der europäischen DIN-Norm wird ein Schloss, das zu einer links gebandeten Türe passt, als linkes Schloss bezeichnet. In der schweizerischen Norm des VSSM wird dasselbe Schloss allerdings als rechtes Schloss bezeichnet.
Das ergibt folgende Situation:
DIN: linkes Band, linkes Schloss, linke Tür;
jedoch VSSM: linkes Band, rechtes Schloss, linke Tür.
Die an Zimmertüren häufig verwendeten Einschraubbänder sind jedoch ohnedies symmetrisch, Einstemmschlösser durch Wenden der Schließfalle (der schräg federnd herausragende Teil) um ihre waagrechte Achse trotz chiralem Innenleben vor dem Einbau auf rechts oder links einstellbar und so arretierbar.

### Bekleidung, Textilien, Lochung
Bei Kleidungsstücken bezeichnet rechts die nach außen sichtbare Oberfläche, während links die Innenseite, auch Abseite, bezeichnet. Von Bedeutung sind rechts und links auch beim Stricken, bei vielen – etwa einseitig bedruckten oder behandelten, mustergewebten, Samt-Stoffen, geknüpften Teppichen, auch geprägtem und nicht gratfrei gestanztem Lochblech oder Holzfaserplatte, kalandrierter Kunststofffolie, Papier, als Zwilling gewalzter Alufolie.
Dieser Sprachgebrauch ist spezifisch für die deutsche Sprache. So spricht man beispielsweise im Englischen – bezogen auf die Außen- und Innenseite von Textilien – nicht von „links“ und „rechts“, sondern von right side („richtige Seite“) und wrong side („verkehrte Seite“) bzw. von front („vorn“) und back („hinten“).

### Theater
Am Theater werden links und rechts stets als vom Zuschauer aus gesehen definiert und als Bühnenlinks bzw. Bühnenrechts bezeichnet. Für den Darsteller bedeutet das eine Umkehrung der Richtungen: das Bühnenlinks wird vom Zuschauer als links gelegen gesehen und darum auch für den Darsteller als links bezeichnet. Diese den Darsteller betreffende Umkehrung der Richtungen unter Verwendung der Bezeichnungen links und rechts findet allerdings keine Anwendung, da immer wieder Missverständnisse aufgetreten sind, wenn während der Proben vom Regiepult im Zuschauerraum Spielanweisungen gegeben wurden und auch während Vorstellungen sichergestellt werden musste, Irrtümer der Darsteller hinsichtlich des szenisch „richtigen“ Auftritts auszuschließen. Aus diesem Grunde gibt es an Opernhäusern bzgl. der Bühnenseiten die Bezeichnungen links und rechts nicht mehr. An der Staatsoper Unter den Linden Berlin heißen sie „Berlin“ und „Charlottenburg“, am Richard-Wagner-Festspielhaus Bayreuth „West“ und „Ost“, am Staatstheater am Gärtnerplatz München „Klenzestraße“ und „Reichenbachstraße“ und am Teatro Real Madrid „Calle Felipe V“ und „Calle Carlos III“, um nur einige zu nennen.
Im englischen Sprachraum und bei Popkonzerten auch im deutschen Sprachraum werden die Bezeichnungen „stage left“ und „stage right“ benutzt, hier jedoch aus der Perspektive des Künstlers. Die wörtliche Übersetzung Bühnenlinks bzw. Bühnenrechts wäre somit falsch, von einer Übersetzung wird daher oft abgesehen und es werden die englischen Begriffe als stehende Fachausdrücke benutzt.

### Eisenbahnstrecken
Bei Eisenbahnstrecken sind Bahnlinks und Bahnrechts in Blickrichtung der aufsteigenden Kilometrierung definiert. Üblich sind auch die Begriffe „links der Bahn“ sowie „rechts der Bahn“.
In Österreich ist für betriebliche Zwecke die Richtung vom Anfangspunkt zum Endpunkt einer Strecke maßgeblich für „links der Bahn“ und „rechts der Bahn“. Diese Definition muss nicht mit der aufsteigenden Kilometrierung übereinstimmen. Für technische Beschreibungen (linke Schiene / rechte Schiene etc.) wird im Regelfall die aufsteigende Kilometrierung als Referenz genommen.

## Etymologie

### Rechts
Das indogermanische reg als sprachgeschichtliche Wurzel hat die Urbedeutung gerade, aufrichten, recken, geraderichten und wurde auch für das Gute, Wahre und Vollkommene angewandt. Die Verwendung derselben Wortwurzel für die Richtung „rechts“, richtig und das Recht existiert auch im Englischen (right) wie auch in der Folge des lateinischen Verbs dirigere im Französischen (droit), im Spanischen (derecha), in den nordöstlichen slawischen Sprachen (polnisch prawo, tschechisch pravo, russisch право), in den südslawischen Sprachen (desno) und im Persischen (rast).
Im Lateinischen wurden zahlreiche weitere Wörter aus dieser Wurzel entwickelt: Rex, Regis „König“ (mit regnum, regius, regnare usw.); regio „Richtung, Region“; errigere „aufrichten“; corrigere „berichtigen“ usw.
Bei der Eindeutschung konnte man gut auf die gemeinsame indogermanische Wurzel reg-/rech(t) zurückgreifen.

### Links
Das neuhochdeutsche link(s) geht zurück auf mittelhochdeutsch linc, lenc; die ursprüngliche Bedeutung war „ungeschickt“ (vgl. „linkisch“). Jemanden linken, eine Linke drehen heißt ugs. betrügen. Andere Ausdrücke sind im Lauf der Jahrhunderte ungebräuchlich geworden oder nur mundartlich erhalten geblieben (mittelhochdeutsch lerc/lerz, tenc, winster). Slawisch (lijevo, lijeva, livo, levo).

## Rechts-Links-Schwäche
Einige Menschen haben Schwierigkeiten, sich egozentrisch (d. h. nach der Rechts-Links-Strategie) zu orientieren. Bei der egozentrischen Orientierung handelt es sich um eine kulturelle Konvention. Verhaltensbiologische Experimente an Menschenaffen, Kindern und Erwachsenen von Naturvölkern und aus dem westlichen Kulturkreis haben gezeigt, dass der Mensch ursprünglich eine allozentrische Prägung hat, sich also an der Umgebung und den Himmelsrichtungen orientiert. Diese evolutionär sehr alte Umgebungs-Strategie wird erst von einer Prägung durch Sprache und Kultur überlagert. Die natürliche Verhaltensweise, den Ort eines Gegenstandes im Verhältnis zur Umgebung zu erfassen, wird also im Laufe der Kindheit durch die erlernte Fähigkeit überdeckt, die Position eines Objektes in Relation zum eigenen Körper zu beschreiben. Das bereitet etwa 20 bis 30 % der Menschen Schwierigkeiten, wobei zwischen den Geschlechtern keine großen Unterschiede gefunden wurden. Rund 120 Mal im Jahr werden Patienten in deutschen Krankenhäusern auf der falschen Seite operiert (2010).

## Politik
Das Aufkommen der Unterscheidung „links“ / „rechts“ im politischen Sinne wird auf die ursprüngliche Sitzordnung an der Constituante, der verfassunggebenden Nationalversammlung von 1789 in Frankreich, zurückgeführt. Dort setzten sich die Royalisten auf den traditionell als königsnah konnotierten Platz rechts des Gastgebers, des Königs (siehe zahlreiche Abbildungen europäischer Hoftage aus den Jahrhunderten zuvor mit dem Klerus auf der rechten Seite des Königs). Die Kritiker der Monarchie dagegen setzten sich demonstrativ auf die Gegenseite.

## Links und rechts in der Lyrik
Der Lyriker Ernst Jandl thematisiert in seinem Gedicht lichtung die Verwechselungsgefahr von links und rechts:
lechts und rinks.

kann man nicht velwechsern.

werch ein illtum!